# May J./Diskografie
Diese Diskografie ist eine Übersicht über die musikalischen Werke der japanischen Sängerin May J.. Den Schallplattenauszeichnungen zufolge hat sie bisher mehr als zwei Millionen Tonträger verkauft. Ihre erfolgreichste Veröffentlichung ist das Lied Garden mit über einer Million verkauften Einheiten.

## Alben

### Studioalben
| Jahr | Titel                   | Höchstplatzierung, Gesamtwochen, AuszeichnungChartsChartplatzierungen (Jahr, Titel, Platzierungen, Wochen, Auszeichnungen, Anmerkungen) | Anmerkungen                                                  |
| Jahr | Titel                   | JP | Anmerkungen                                                  |
| ---- | ----------------------- | --- | ------------------------------------------------------------ |
| 2007 | Baby Girl               | JP50 (7 Wo.)JP | Erstveröffentlichung: 5. Dezember 2007 Verkäufe JP: + 12.078 |
| 2009 | Family                  | JP4 Gold · (15 Wo.)JP | Erstveröffentlichung: 27. Mai 2009 Verkäufe JP: + 94.848     |
| 2010 | For You                 | JP9 (13 Wo.)JP | Erstveröffentlichung: 17. Februar 2010 Verkäufe JP: + 30.334 |
| 2011 | Colors                  | JP23 (4 Wo.)JP | Erstveröffentlichung: 26. Januar 2011 Verkäufe JP: + 8.243   |
| 2012 | Secret Diary            | JP35 (4 Wo.)JP | Erstveröffentlichung: 25. Januar 2012 Verkäufe JP: + 5.140   |
| 2012 | Brave                   | JP57 (2 Wo.)JP | Erstveröffentlichung: 5. Dezember 2012 Verkäufe JP: + 3.331  |
| 2014 | Imperfection            | JP3 (13 Wo.)JP | Erstveröffentlichung: 8. Oktober 2014 Verkäufe JP: + 39.917  |
| 2017 | Futuristic              | JP24 (3 Wo.)JP | Erstveröffentlichung: 25. Oktober 2017 Verkäufe JP: + 4.308  |
| 2021 | Silver Lining           | JP54 (2 Wo.)JP | Erstveröffentlichung: 8. Dezember 2021                       |
| 2022 | Bittersweet Song Covers | JP39 (5 Wo.)JP | Erstveröffentlichung: 9. November 2022 Verkäufe JP: + 1.130  |

### Kompilationen
| Jahr | Titel                                    | Höchstplatzierung, Gesamtwochen, AuszeichnungChartsChartplatzierungen (Jahr, Titel, Platzierungen, Wochen, Auszeichnungen, Anmerkungen) | Anmerkungen                                                           |
| Jahr | Titel                                    | JP | Anmerkungen                                                           |
| ---- | ---------------------------------------- | --- | --------------------------------------------------------------------- |
| 2011 | With: Best Collaboration Non-Stop DJ Mix | JP95 (2 Wo.)JP | Erstveröffentlichung: 27. April 2011 Verkäufe JP: + 1.990 Mix-Album   |
| 2012 | Don’t Stop! Summer Best!                 | — | Erstveröffentlichung: 8. August 2012 Verkäufe JP: + 62.409 Miet-Album |
| 2013 | May J. Best: 7 Years Collection          | JP13 (31 Wo.)JP | Erstveröffentlichung: 6. Februar 2013 Verkäufe JP: + 44.349           |
| 2013 | Selected Ballads                         | — | Erstveröffentlichung: 21. August 2013                                 |
| 2015 | W Best: Original & Covers                | JP4 (23 Wo.)JP | Erstveröffentlichung: 1. Januar 2015 Verkäufe JP: + 62.409            |
| 2017 | Best of Duets                            | JP30 (3 Wo.)JP | Erstveröffentlichung: 29. März 2017 Verkäufe JP: + 3.519              |
| 2021 | May J. W BEST 2 -Original & Covers-      | JP84 (4 Wo.)JP | Erstveröffentlichung: 1. Januar 2021                                  |

### EPs
| Jahr | Titel        | Höchstplatzierung, Gesamtwochen, AuszeichnungChartsChartplatzierungen (Jahr, Titel, Platzierungen, Wochen, Auszeichnungen, Anmerkungen) | Anmerkungen                                                  |
| Jahr | Titel        | JP | Anmerkungen                                                  |
| ---- | ------------ | --- | ------------------------------------------------------------ |
| 2006 | All My Girls | JP85 (7 Wo.)JP | Erstveröffentlichung: 12. Juli 2006 Verkäufe JP: + 9.432     |
| 2010 | Believin’... | JP49 (3 Wo.)JP | Erstveröffentlichung: 24. November 2010 Verkäufe JP: + 4.424 |
| 2013 | Love Ballad  | JP6 (24 Wo.)JP | Erstveröffentlichung: 23. Oktober 2013 Verkäufe JP: + 50.599 |

### Weihnachtsalben
| Jahr | Titel           | Höchstplatzierung, Gesamtwochen, AuszeichnungChartsChartplatzierungen (Jahr, Titel, Platzierungen, Wochen, Auszeichnungen, Anmerkungen) | Anmerkungen                                                  |
| Jahr | Titel           | JP | Anmerkungen                                                  |
| ---- | --------------- | --- | ------------------------------------------------------------ |
| 2016 | Christmas Songs | JP22 (6 Wo.)JP | Erstveröffentlichung: 16. November 2016 Verkäufe JP: + 7.551 |

### Coveralben
| Jahr | Titel                                                                              | Höchstplatzierung, Gesamtwochen, AuszeichnungChartsChartplatzierungen (Jahr, Titel, Platzierungen, Wochen, Auszeichnungen, Anmerkungen) | Anmerkungen                                                  |
| Jahr | Titel                                                                              | JP | Anmerkungen                                                  |
| ---- | ---------------------------------------------------------------------------------- | --- | ------------------------------------------------------------ |
| 2013 | Summer Ballad Covers                                                               | JP4 Platin · (58 Wo.)JP | Erstveröffentlichung: 19. Juni 2013 Verkäufe JP: + 203.186   |
| 2014 | Heartful Song Covers                                                               | JP2 Platin · (44 Wo.)JP | Erstveröffentlichung: 26. März 2014 Verkäufe JP: + 245.473   |
| 2015 | May J. Sings Disney                                                                | JP6 (11 Wo.)JP | Erstveröffentlichung: 4. November 2015 Verkäufe JP: + 22.981 |
| 2016 | Sweet Song Covers                                                                  | JP6 (10 Wo.)JP | Erstveröffentlichung: 16. März 2016 Verkäufe JP: + 15.876    |
| 2018 | Cinema Music Covers                                                                | JP29 (6 Wo.)JP | Erstveröffentlichung: 25. Juli 2018 Verkäufe JP: + 3.822     |
| 2019 | Heisei Love Song Covers Supported by Dam (平成ラブソングカバーズ) supported by Dam | JP24 (12 Wo.)JP | Erstveröffentlichung: 17. April 2019 Verkäufe JP: + 6.417    |

## Singles
| Jahr | Titel Album | Höchstplatzierung, Gesamtwochen, AuszeichnungChartsChartplatzierungen (Jahr, Titel, Album, Platzierungen, Wochen, Auszeichnungen, Anmerkungen) | Anmerkungen                                                             |
| Jahr | Titel Album | JP | Anmerkungen                                                             |
| ---- | --- | --- | ----------------------------------------------------------------------- |
| 2006 | Here We Go – | JP70 (5 Wo.)JP | Erstveröffentlichung: 20. Dezember 2006 Verkäufe JP: + 3.865 mit Verbal |
| 2007 | Dear... – | JP97 (2 Wo.)JP | Erstveröffentlichung: 30. Mai 2007 Verkäufe JP: + 1.758                 |
| 2007 | Do Tha’ Do Tha’ – | — | Erstveröffentlichung: 21. November 2007                                 |
| 2010 | Shiny Sky – | JP54 (2 Wo.)JP | Erstveröffentlichung: 9. Juni 2010 Verkäufe JP: + 2.144                 |
| 2012 | Rewind – | JP30 (3 Wo.)JP | Erstveröffentlichung: 10. Oktober 2012 Verkäufe JP: + 2.638             |
| 2014 | Hontō no Koi (本当の恋) Wahre Liebe –                                                                                                   | JP6 Gold (Digital) · (8 Wo.)JP | Erstveröffentlichung: 10. September 2014 Verkäufe JP: + 23.378          |
| 2015 | Rebirth – | JP11 (8 Wo.)JP | Erstveröffentlichung: 25. Februar 2015 Verkäufe JP: + 15.338            |
| 2015 | Sparkle – | JP22 (3 Wo.)JP | Erstveröffentlichung: 5. August 2015 Verkäufe JP: + 6.093               |
| 2016 | Have Dreams! – | JP28 (2 Wo.)JP | Erstveröffentlichung: 3. August 2016 Verkäufe JP: + 3.733               |
| 2017 | Haha to Musume no 10,000 Nichi: Mirai no Tobira (母と娘の10,000日 ~未来の扉~) Die 10.000 Tage von Mutter und Tochter: Tür der Zukunft – | JP55 (4 Wo.)JP | Erstveröffentlichung: 24. Mai 2017 Verkäufe JP: + 2.302                 |
| 2018 | Kizuna Infinity / Hero (絆∞Infinity / Hero) Bande der Unendlichkeit / Held –                                                            | JP55 (4 Wo.)JP | Erstveröffentlichung: 7. März 2018                                      |

Weitere Lieder
- 2009: Garden (クレンチ＆ブリスタ) (feat. DJ Kaori, Diggy-Mo’, JP: ×2Doppelplatin (Digital) , JP: ×2Doppelplatin (Klingelton) )
- 2014: レット・イット・ゴー～ありのままで～（日本語歌） (JP: Gold (Digital))
- 2014: Let It Go (～ありのままで～（エンドソング）) (JP: Platin (Digital))

## Videoalben
| Jahr | Titel                                        | Höchstplatzierung, Gesamtwochen, AuszeichnungChartsChartplatzierungen (Jahr, Titel, Platzierungen, Wochen, Auszeichnungen, Anmerkungen) | Anmerkungen                           |
| Jahr | Titel                                        | JP | Anmerkungen                           |
| ---- | -------------------------------------------- | --- | ------------------------------------- |
| 2008 | Baby Girl Clips                              | JP297 (1 Wo.)JP | Erstveröffentlichung: 30. Januar 2008 |
| 2015 | May J. Budokan Live 2015: Live to the Future | JP28 (2 Wo.)JP | Erstveröffentlichung: 19. August 2015 |
| 2018 | May J. Best Live DVD Book                    | — | Erstveröffentlichung: 7. Juni 2018    |

## Lieder
Geordnet nach Veröffentlichung
1. My Girls
2. Million Wayz
3. Baby Close Your Eyes
4. Good Tymez
5. Destination
6. Thankx
7. Movin’ On
8. Dear...
9. Love Blossom
10. Do Tha’ Do Tha’
11. Brand-New Days
12. Got to Be Real
13. Why Why Why...
14. Baila Conmigo
15. You
16. Jealous Girl
17. Feel the Sunshine
18. Don’t Worry Dear My Boy
19. My Way, Your Way
20. Tabidatsu Kimi ni (旅立つ君に)
21. Story of Love
22. Give My Heart
23. Sayōnara no Hoka ni (サヨナラの他に)
24. Kimi ga Ite (君がいて)
25. Be Mine: Kimi ga Suki da yo (君が好きだよ)
26. I’m Yours
27. My Sunshine
28. Suki to Iwasete (好きと言わせて)
29. Beautiful Days
30. Wish
31. Te wo Tsunaide (手をつないで)
32. Arigatō (ありがとう)
33. For You
34. Shiny Sky
35. Believe
36. Distance
37. Lady Red
38. Kizukanai de (気づかないで)
39. Kimi no Tonari ni (君のとなりに)
40. FYI
41. Super Star
42. Colors
43. One in a Million
44. My Pride
45. No No No
46. Kimi ga Afuredasu (君が溢れだす)
47. Yozora no Yuki (夜空の雪)
48. Our Future
49. Only One
50. Say “Ah!”
51. 2 Shooting Stars
52. Rainy Day
53. Rainbow
54. Go! Go! Baby
55. Summer Breaker
56. Rewind
57. Watashi ga Cover Girl (私がカバーガール)
58. Tsubasa
59. Freedom
60. Never Again
61. Eternally
62. My Bass
63. Baby I Luv You
64. Lovin’ You
65. Kimi no Uta (きみの唄)
66. Naiteii yo (泣いていいよ)
67. Sunshine Baby!
68. Hontō no Koi (本当の恋)
69. Kokoro no Kagi (心の鍵)
70. Tsukanoma no Niji Demo (つかのまの虹でも)
71. Clap!
72. Hikari no Ari ka (光のありか)
73. Happy Day
74. Chikai no Kiss (誓いのキス)
75. Mama Found..."Forever"
76. Miari e (未来へ)
77. So Beautiful
78. My Sweet Dreams
79. Wishes Come True: Saki Hokoru Hanatachi ni (咲き誇る花たちに)
80. Futari no Mahō (ふたりのまほう)
81. Faith
82. Sparkle: Kagayaki wo Shinjite (輝きを信じて)
83. Love Is Tough
84. Zutto Zutto (ずっとずっと)
85. Have Dreams!
86. Glory Wave
87. Haha to Musume no 10,000 Nichi: Mirai no Tobira (母と娘の10,000日 ~未来の扉~)
88. Ito (糸)
89. Side by Side
90. My Star: Message (メッセージ)
91. Break Free
92. Shake It Off
93. Smile at Me
94. Hero
95. Shine
96. The One
97. Kizuna Infinity (絆)
98. Rondo (ロンド)

Cover
1. Garden (mit DJ Kaori, Diggy-Mo’, Clench&Blistah) (original von Sugar Soul feat. Kenji)
2. All I Want for Christmas Is You (original von Mariah Carey)
3. I’m Proud (original von Tomomi Kahala)
4. Shima Uta (島唄) (Original von The Boom)
5. Precious (original von Yuna Ito)
6. Nagisa (渚) (original von Spitz)
7. First Love (original von Hikaru Utada)
8. Life (original von Kimaguren)
9. Natsu Masturi (夏祭り) (original von Jitterin’Jinn)
10. Naminori Journey (波乗りジョニー) (original von Keisuke Kuwata)
11. Shiroi Kumo no You ni (白い雲のように) (mit Chris Hart) (original von Seki Sarugan)
12. Secret Base: Kimi ga Kureta Mono (君がくれたもの) (original von Zone)
13. Shōnen Jidai (少年時代) (original von Yousui Inoue)
14. Hanamizuki (ハナミズキ) (original von Yo Hitoto)
15. I Dreamed a Dream (original von Les Misérables)
16. I Believe (mit V.I) (original von Shin Seung Hoon)
17. Taking Chances (original von Céline Dion)
18. Let It Go: Ari no Mama de (ありのままで) (original von Die Eiskönigin – Völlig unverfroren)
19. Tegami: Haikei Juugo no Kimi e (手紙～拝啓 十五の君へ~) (original von Angela Aki)
20. Believe (original von Ryuichi Sugimoto)
21. Kirakira (キラキラ) (original von Kazumasa Oda)
22. Genki wo Dashite (元気を出して) (original von Mariya Takeuchi)
23. Story (original von Ai)
24. Hana: Subete no Hito no Kokoro ni Hana wo (花 ~すべての人の心に花を~) (original von Shoukichi Kina & Champloose)
25. Ikitekoso (生きてこそ) (original von Kiroro)
26. Yasashisa ni Tsutsumareta Nara (やさしさに包まれたなら) (original von Yumi Arai)
27. Eien ni (永遠に) (original von Gospellers)
28. Tōku Tōku (遠く遠く) (original von Noriyuki Makihara)
29. Amazing Grace (original von John Newton)
30. A Whole New World (mit Chris Hart) (original von Aladdin)
31. 360-Nichi (366日) (original von HY)
32. Nadasōsō (涙そうそう)
33. Nando Demo (何度でも) (original von Dreams Come True)
34. Bijo to Yajū (美女と野獣) (mit Chris Hart) (original von Die Schöne und das Biest)
35. Under the Sea (アンダー・ザ・シー) (original von Arielle, die Meerjungfrau)
36. Kagayaku Mirai (輝く未来) (mit Daichi Miura) (original von Rapunzel – Neu verföhnt)
37. Disney Princess Medley (ディズニープリンセス・メドレー) (mit Emiri Miyamoto)
38. Yume wa Hisoka ni (夢はひそかに) (original von Cinderella)
39. A Whole New World (ホール・ニュー・ワールド) (original von Aladdin)
40. Reflection (リフレクション) (original von Mulan)
41. Ai wo Kanjite (愛を感じて) (original von Der König der Löwen)
42. Hoshi ni Negai wo (星に願いを) (original von Pinocchio)
43. Main Street Electrical Parade (メインストリート・エレクトリカルパレード) (original von Disneyland)
44. Beauty and the Beast (mit Chris Hart) (original von Die Schöne und das Biest)
45. Under the Sea (original von Arielle, die Meerjungfrau)
46. I See The Light (mit Daichi Miura) (original von Rapunzel – Neu verföhnt)
47. Disney Princess Medley (mit Emiri Miyamoto)
48. A Dream Is a Wish Your Heart Makes (original von Cinderella)
49. Reflection (original von Mulan)
50. Can You Feel the Love Tonight (original von Der König der Löwen)
51. When You Wish Upon a Star (original von Pinocchio)
52. Once Upon a Time (original von Tokyo Disneyland)
53. Ride on Time (original von Tatsuro Yamashita)
54. Momen no Handkerchief (木綿のハンカチーフ) (original von Hiromi Ōta)
55. Sweet Memories (original von Seiko Matsuda)
56. Hatsukoi (初恋) (original von Kozo Murashita)
57. Anata (あなた) (original von Akiko Kosaka)
58. U, Fu, Fu, Fu (う、ふ、ふ、ふ,) (original von EPO)
59. Matsuwa (待つわ) (original von Aming)
60. Tada Naki Kitakunaru no (ただ泣きたくなるの) (original von Miho Nakayama)
61. Haru yo Koi (春よ、来い) (original von Yumi Matsutōya)
62. Kotokuni Bito (異邦人) (original von Saki Kubota)
63. Kosumosu (秋桜) (original von Momoe Yamaguchi)
64. Omoide ga Ippai (想い出がいっぱい) (original von H2O)
65. Kita no Kunikara: Haru Kanaru Daichi Yori (北の国からー遙かなる大地よりー) (original von Masashi Sada)
66. Can’t Take My Eyes Off You (original von Frankie Valli)

Zusammenarbeiten
1. Luvya: Another Episode (mit Sphere of Influence)
2. Baby Eyes (Ma$amatixxx Reggae / DJ Watarai Mix) (mit Ken-U)
3. I Say Yeah! (mit Pushim, Rhymester, Home Made Kazoku und Maboroshi)
4. Here We Go (mit Verbal (M-Flo))
5. Shinin’ like a Diamond (mit Zeebra und Sphere of Influence)
6. Do Tha’ Do Tha’ (Backlogic Remix) (mit Anty the Koudai Hito)
7. Destination (D.O.I. Hip Hop Mix) (mit Taro Soul)
8. Take You There (mit Taro Soul)
9. Endless Love (mit Masayuki Suzuki)
10. Try So Hard (mit DJ PMX und AK-69)
11. Unchain My Heart (mit Hiroyuki Sawano und Wise)
12. Stronger (mit "E"qual)
13. Girls Spacy Healin (mit Ya-Kyim)
14. Shopping (mit DJ Kaori)
15. Wonder (mit Clench&Blistah)
16. Moshi Kimi to... (もし君と…) (mit Kimaguren)
17. Remember (mit Clench & Blistah)
18. The New Classics (mit Kansha und Wise)
19. My Fair Lady (mit "E"qual)
20. Miss You (mit M-Flo und Jonte)
21. One Story (mit Aili und Ken the 360)
22. Kimi Ienakatta Omoi (君に言えなかった想い) (mit KG)
23. Sing for You (mit May’s)
24. You’re da One (mit Mihiro)
25. Koi wo Shiteta: Say Goodbye (恋をしてた) (mit May’s)
26. Kaze ni Naritai (風になりたい) (mit Chris & Buzzer Beats)
27. Shiny! Shiny! (mit Aili)
28. Startin’ Lovin’ (mit Triceratops)
29. Ano Hi ga Aru Kara (あの日があるから) (mit Ryo the Skywalker)
30. Every Single Day (mit Urata Naoya)
31. Destiny (mit Stevie Hoang)
32. Heartbeat (mit Taro Soul und Ken the 360)
33. One More Kiss (mit Zeebra & Namba Akihiro)
34. Say My Name (mit KG)
35. Step by Step (mit Wise)
36. Maybe Crazy (mit D.I)
37. All Around the World (mit Stevie Hoang)
38. Futari (二人) (mit Jay’ed & Studio Apartment)
39. Kiseki no Uta (キセキのうた) (mit Studio Apartment, Sugar Soul, Zeebra, Ryo the Skywalker und Simon)
40. The Lifelines (als The Lifelines)
41. Once More Again: Mouichido Dakishimete (もう一度、抱きしめて) (mit LGYankees)
42. Futatsu no Kataomoi (ふたつの片想い) (mit Mye und Wise)
43. Rebirth-Day Song (mit Demon Kakka)
44. Kyūchū no Hime (宮中の姫) (mit Majinline)
45. Komugi Love (コムギ) (mit Bes und Wakadanna)
46. Up, Up and Away (mit The Gospellers)
47. Agare!!! (上がれ) (mit Gokigen Sound und Infinity 16)
48. Baby (mit Rocketman)
49. The One (mit Ryo the Skywalker)
50. Back to Your Heart (mit Daniel Powter)
51. Who.Am.I.? (mit Bentley Jones und Curtis Young)
52. Just the 2 of Us (mit Skoop on Somebody)
53. Sweet Spot (mit Flo Rida)
54. I Know (mit Seungri)
55. Party Out (mit Tomoro)
56. Lover? Friend (mit Vimclip)
57. Diamond in the Sand (mit Zeebra)
58. Hokkyokusei: Polestar (北極星) (mit Show Luo)
59. Kagari-bi (mit Tourbillon)
60. Yeah! Yeah! Yeah! (mit Keisuke Murakami)
61. Why ×3 (mit May’s)

Übergänge
1. Family: Interlude
2. Unity: Outro
3. Introduction4
4. Believin’...: Interlude
5. Kimi no Tonari ni: Outroduction (君のとなりに)
6. Interlude

## Statistik

### Chartauswertung
|                     | JP     |
| ------------------- | ------ |
| Nummer-eins-Alben   | JP—JP  |
| Top-10-Alben        | JP9JP  |
| Alben in den Charts | JP25JP |

|                       | JP     |
| --------------------- | ------ |
| Nummer-eins-Singles   | JP—JP  |
| Top-10-Singles        | JP1JP  |
| Singles in den Charts | JP10JP |

|                          | JP    |
| ------------------------ | ----- |
| Nummer-eins-Videoalben   | JP—JP |
| Top-10-Videoalben        | JP—JP |
| Videoalben in den Charts | JP2JP |

### Auszeichnungen für Musikverkäufe
Anmerkung: Auszeichnungen in Ländern aus den Charttabellen bzw. Chartboxen sind in ebendiesen zu finden.
| Land/RegionAuszeichnungen für Musikverkäufe (Land/Region, Auszeichnungen, Verkäufe, Quellen) | Gold     | Platin     | Verkäufe  | Quellen        |
| -------------------------------------------------------------------------------------------- | -------- | ---------- | --------- | -------------- |
| Japan (RIAJ)                                                                                 | 3× Gold3 | 7× Platin7 | 2.050.000 | riaj.or.jp JP2 |
| Insgesamt                                                                                    | 3× Gold3 | 7× Platin7 |           |                |